# امبوهیماندری
امبوهیماندری (به لاتین: Ambohimandry) یک سکونتگاه مسکونی در ماداگاسکار است که در آنتاناناریوو واقع شده‌است.

## خصوصیات
امبوهیماندری ۲۴٬۰۰۰ نفر جمعیت دارد و ۱٬۳۱۳ متر بالاتر از سطح دریا واقع شده‌است.